# レッドレイク郡 (ミネソタ州)
レッドレイク郡（英: Red Lake County）は、アメリカ合衆国ミネソタ州の北西部に位置する郡である。2010年国勢調査での人口は4,089人であり、2000年の4,299人から4.9％減少した。郡庁所在地はレッドレイクフォールズ市（人口1,427人）であり、同郡で人口最大の都市でもある。

## 歴史
レッドレイク郡は1896年12月24日にポーク郡から分離して設立された。レッドレイク川に因んで名付けられた。郡域に交通信号が無い州内唯一の郡である。

## 地理
アメリカ合衆国国勢調査局に拠れば、郡域全面積は432.51平方マイル (1,120.2 km2)であり、このうち陸地432.43平方マイル (1,120.0 km2)、水域は0.08平方マイル (0.21 km2)で水域率は0.02％である。

### 主要高規格道路
| - アメリカ国道2号線 - アメリカ国道59号線 - ミネソタ州道32号線 - ミネソタ州道92号線 | - ミネソタ州道222号線 |

### 隣接する郡

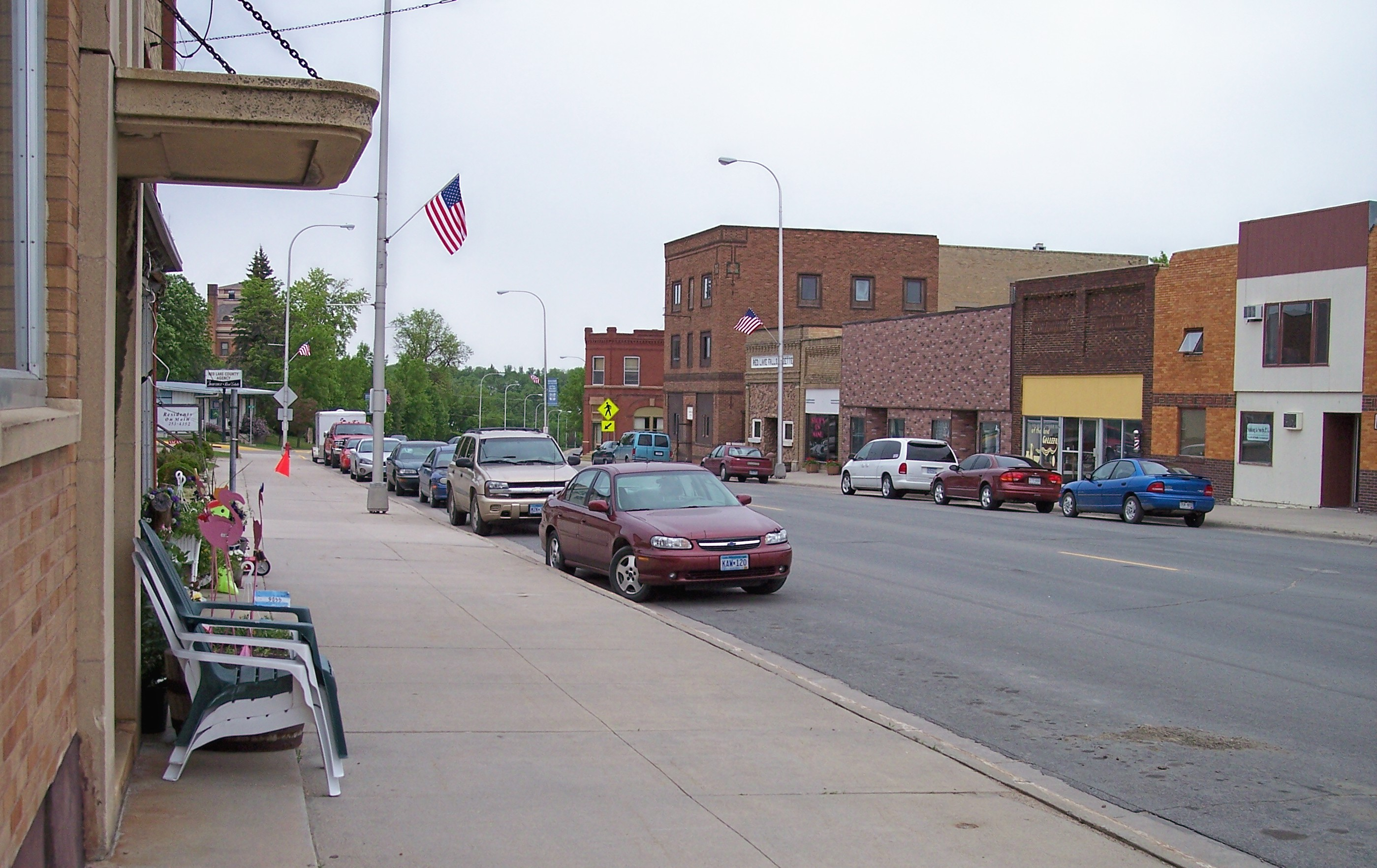
レッドレイクフォールズ市街地

- ペニントン郡 - 北
- ポーク郡 - 東、南、西

## 人口動態

人口ピラミッド

以下は2000年の国勢調査による人口統計データである。
| 基礎データ - 人口: 4,299人 - 世帯数: 1,727 世帯 - 家族数: 1,131 家族 - 人口密度: 4人/km2（10人/mi2） - 住居数: 1,883軒 - 住居密度: 2軒/km2（4軒/mi2） 人種別人口構成 - 白人: 97.44% - アフリカン・アメリカン: 0.19% - ネイティブ・アメリカン: 1.84% - アジア人: 0.07% - その他の人種: 0.12% - 混血: 0.35% - ヒスパニック・ラテン系: 0.30% 先祖による構成 - ノルウェー系：31.9％ - ドイツ系：25.0％ - フランス系：16.7％ - フランス系カナダ人：6.3％ 年齢別人口構成 - 18歳未満: 25.5% - 18-24歳: 7.5% - 25-44歳: 24.7% - 45-64歳: 23.2% - 65歳以上: 19.1% - 年齢の中央値: 40歳 - 性比（女性100人あたり男性の人口） - 総人口: 100.8 - 18歳以上: 99.9 | 世帯と家族（対世帯数） - 18歳未満の子供がいる: 30.7% - 結婚・同居している夫婦: 55.4% - 未婚・離婚・死別女性が世帯主: 6.8% - 非家族世帯: 34.5% - 単身世帯: 30.5% - 65歳以上の老人1人暮らし: 15.5% - 平均構成人数 - 世帯: 2.39人 - 家族: 3.02人 収入と家計 - 収入の中央値 - 世帯: 32,052米ドル - 家族: 40,275米ドル - 性別 - 男性: 28,494米ドル - 女性: 20,363米ドル - 人口1人あたり収入: 15,372米ドル - 貧困線以下 - 対人口: 10.8% - 対家族数: 8.4% - 18歳未満: 11.5% - 65歳以上: 13.1% |

## 都市と郡区
| 都市                                                                     | 郡区 | 郡区                                                                                | 未編入の町                         |
| ------------------------------------------------------------------------ | --- | ----------------------------------------------------------------------------------- | ---------------------------------- |
| - ブルックス - オクリー - プラマー - レッドレイクフォールズ - 郡庁所在地 | - ブラウンズクリーク - エマードビル - イクォリティ - ガーンズ - ジャーベス - レイクプレザント - ランバート | - ルイスビル - ポプラリバー - レッドレイクフォールズ - リバー - テレボン - ワイリー | - ドロシー - ヒュオット - テレボン |